# Kvalspelet till Elitserien i handboll för herrar 1999/2000
Kvalspelet till Elitserien i handboll för herrar 1999/2000 bestod av tre omgångar, ett "Kvarts off", ett "Semi off" och ett "Direkt off".
I Kvarts off spelade vinnarna av båda vårserierna av Division 1 mot lag 5 och 6 från Allsvenskan, och lag 7 och 8 i Allsvenskan spelade mot varandra.
I Semi off deltog de tre vinnarna från Kvarts off samt lag 4 från Allsvenskan. De två vinnarna gick vidare till Direkt off.
I Direkt off väntade lag 3 från Allsvenskan. Förloraren i matchen där lag 3 deltog, mötte det andra laget från Semi Off.
IFK Tumba och HP Warta kvalificerade sig för den Elitserien 1999/2000.

## Kvarts off
- 23 mars 1999 19:00 HP Warta - Mantorps IF 25–28
- 25 mars 1999 19:00 Mantorps IF - HP Warta 22–25
- 27 mars 1999 15:30 HP Warta - Mantorps IF 34–25

- 23 mars 1999 19:00 Ystads IF - Olympic/Viking HK 23–20
- 25 mars 1999 19:00 Olympic/Viking HK - Ystads IF 20–15
- 27 mars 1999 14:00 Ystads IF - Olympic/Viking HK 20–21

- 23 mars 1999 19:00 Polisen/Söder - Önnereds HK 20–23
- 25 mars 1999 19:00 Önnereds HK - Polisen/Söder 26–25

## Semi off
| Datum                                         | Match                 | Resultat |
| --------------------------------------------- | --------------------- | -------- |
| HP Warta - Önnereds HK (2–1 i matcher)        |                       |          |
| 29 mars 1999                                  | Warta - Önnered       | 22–19    |
| 31 mars 1999                                  | Önnered - Warta       | 24–17    |
| 7 april 1999                                  | Warta - Önnered       | 23–19    |
| H 43 Lund - Olympic/Viking HK (2–0 i matcher) |                       |          |
| 29 mars 1999                                  | H 43 - Olympic/Viking | 32–18    |
| 31 mars 1999                                  | Olympic/Viking - H 43 | 25–26    |

## Direkt off
| Datum                                 | Match        | Resultat |
| ------------------------------------- | ------------ | -------- |
| IFK Tumba - H 43 Lund (2–0 i matcher) |              |          |
| 23 mars 1999                          | Tumba - H 43 | 23–22    |
| 25 mars 1999                          | H 43 - Tumba | 21–24    |
| H 43 Lund - HP Warta (1–2 i matcher)  |              |          |
| 11 april 1999                         | H 43 - Warta | 23–20    |
| 14 april 1999                         | Warta - H 43 | 24–21    |
| 18 april 1999                         | H 43 - Warta | 16–18    |